# 産寧坂

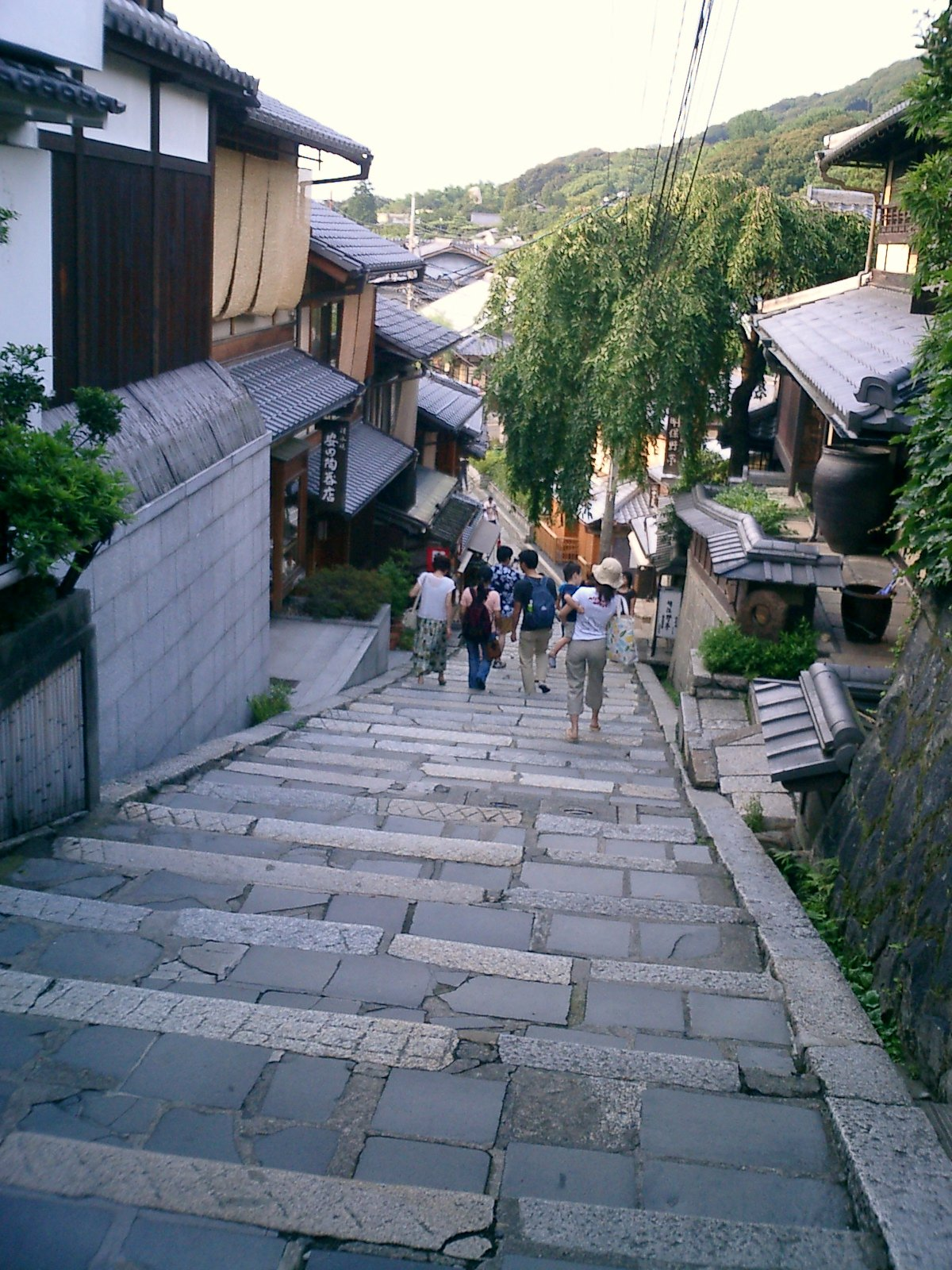
産寧坂（三年坂）

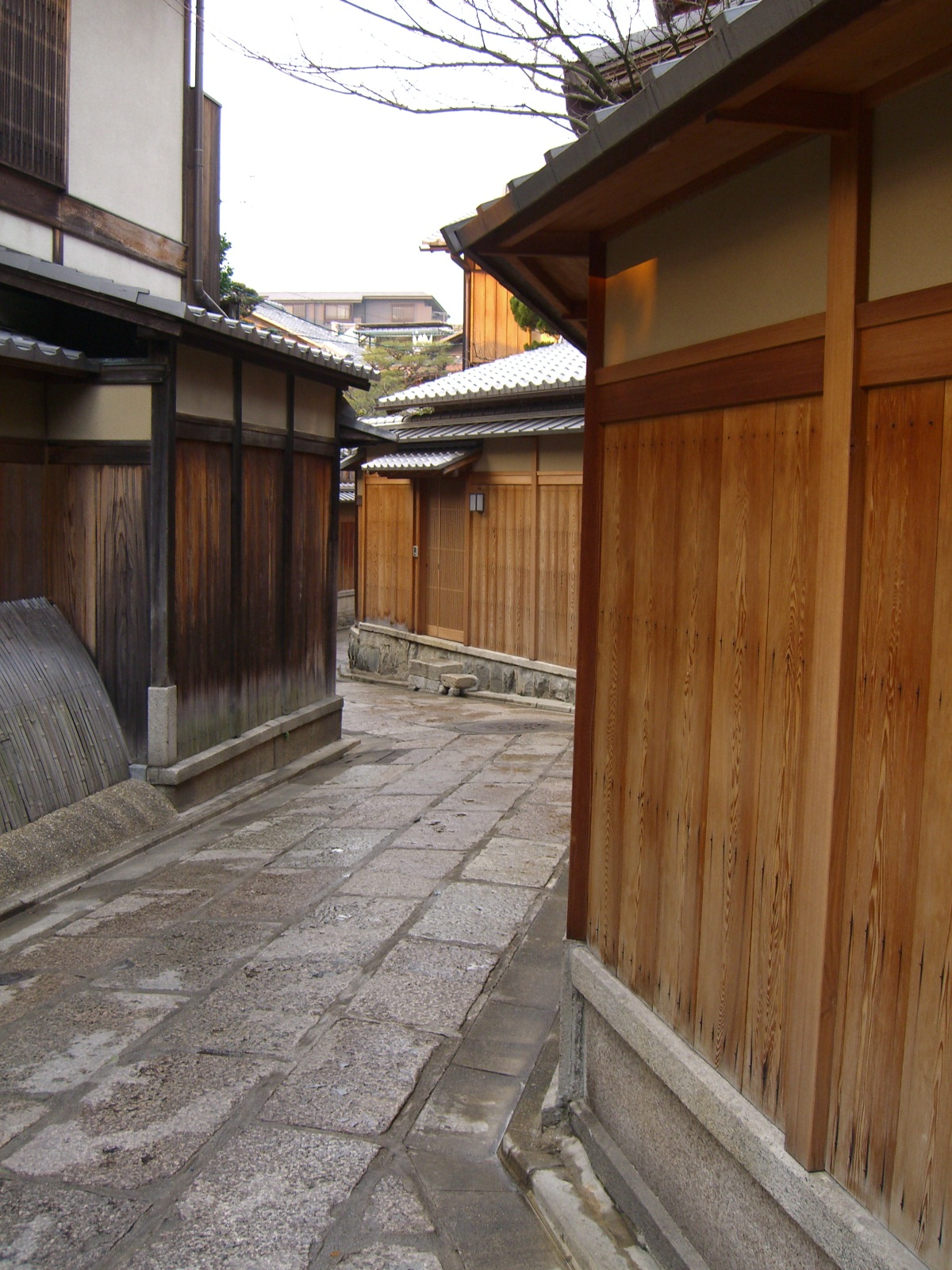
折れ曲がった石畳（石塀小路）

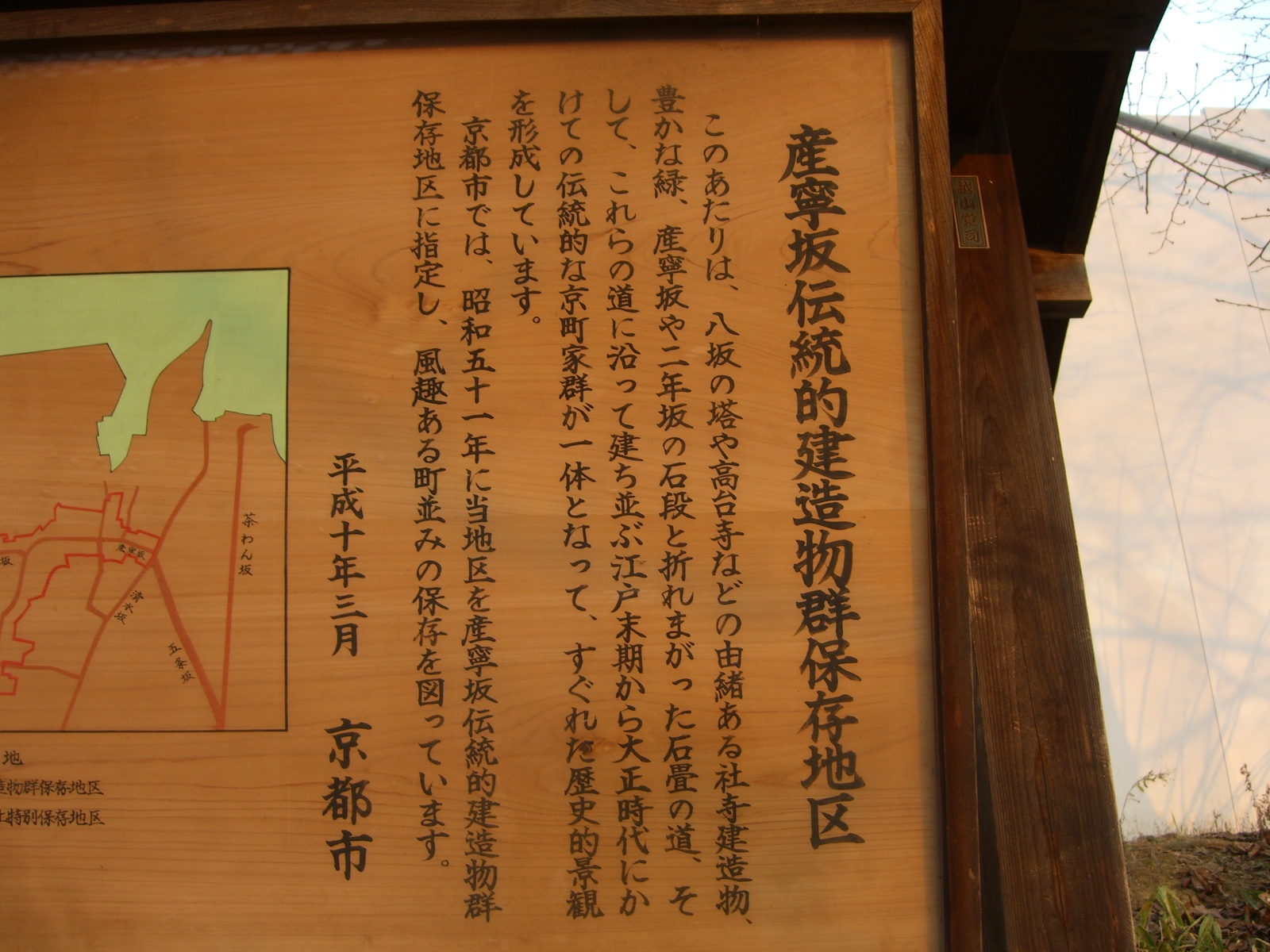
保存地区の説明

産寧坂（さんねいざか）は京都市にある坂。三年坂（さんねんざか）とも呼ばれる。
東山の観光地として有名である。狭義には音羽山清水寺の参道である清水坂から北へ石段で降りる坂道をいうが、公式には北に二年坂までの緩い起伏の石畳の道も含む。
二年坂を介して北にある八坂神社、円山公園、高台寺、法観寺（八坂の塔）と南にある清水寺を結んでいるため、観光客が絶えない。
京阪本線祇園四条駅・阪急京都線京都河原町駅方面から清水寺への徒歩経路でもある。
沿道は土産物店、陶磁器店、料亭などが並ぶ。文化財保護法に基づき重要伝統的建造物群保存地区として選定されている。幕末の明保野亭事件の舞台である。

## 重要伝統的建造物群保存地区
重要伝統的建造物群保存地区としての産寧坂は通りの範囲より広く、東山区祇園町南側、清水二丁目、清水三丁目、下河原町、南町、鷲尾町、金園町、八坂上町、枡屋町および星野町の各一部にあたる。1976年、約5.3ヘクタールが「京都市産寧坂伝統的建造物群保存地区」の名称で重要伝統的建造物群保存地区として選定。その後1996年に通称「石塀小路」地区が追加選定されて、保存地区の面積は約8.2ヘクタールとなっている。

## 産寧坂の伝説
- 「産寧坂」の語源には諸説あり、この坂の上の清水寺にある子安観音へ「お産が寧か（やすらか）でありますように」と祈願するために登る坂であることから「産寧坂」と呼ばれるようになったという説が有力だが、一方で清水寺に参拝した人がこの坂道を通る際に念願を強くし、願いが叶ったあとで観音様への御礼に再度お参りする時に通る坂であることから「再念坂」と呼ぶようになったという説もある。
- 同名異字の「三年坂」で転ぶと、三年以内に死ぬ。また転べば三年の寿命が縮まると伝記が三年坂通りのある和歌山市で有名であるが、直接関係あるのかは不明である。京都の人は転ばないようにお守りとして、身体から飛び出そうとしている魂を吸い取ってくれるという、ひょうたんを携帯したと云われる。

## 沿道の主な施設
- 清水寺
- 清水三年坂美術館

## ギャラリー

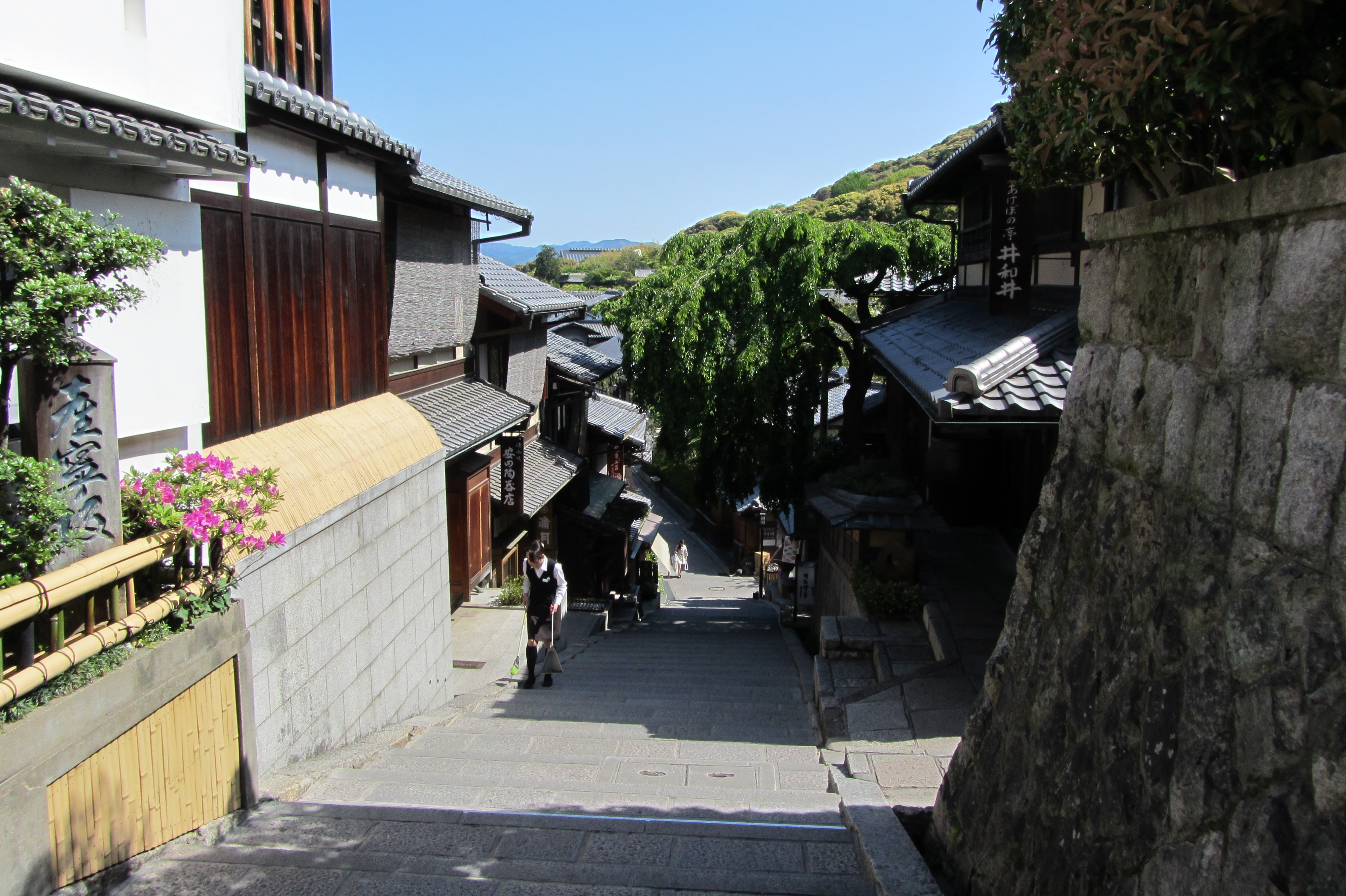
産寧坂
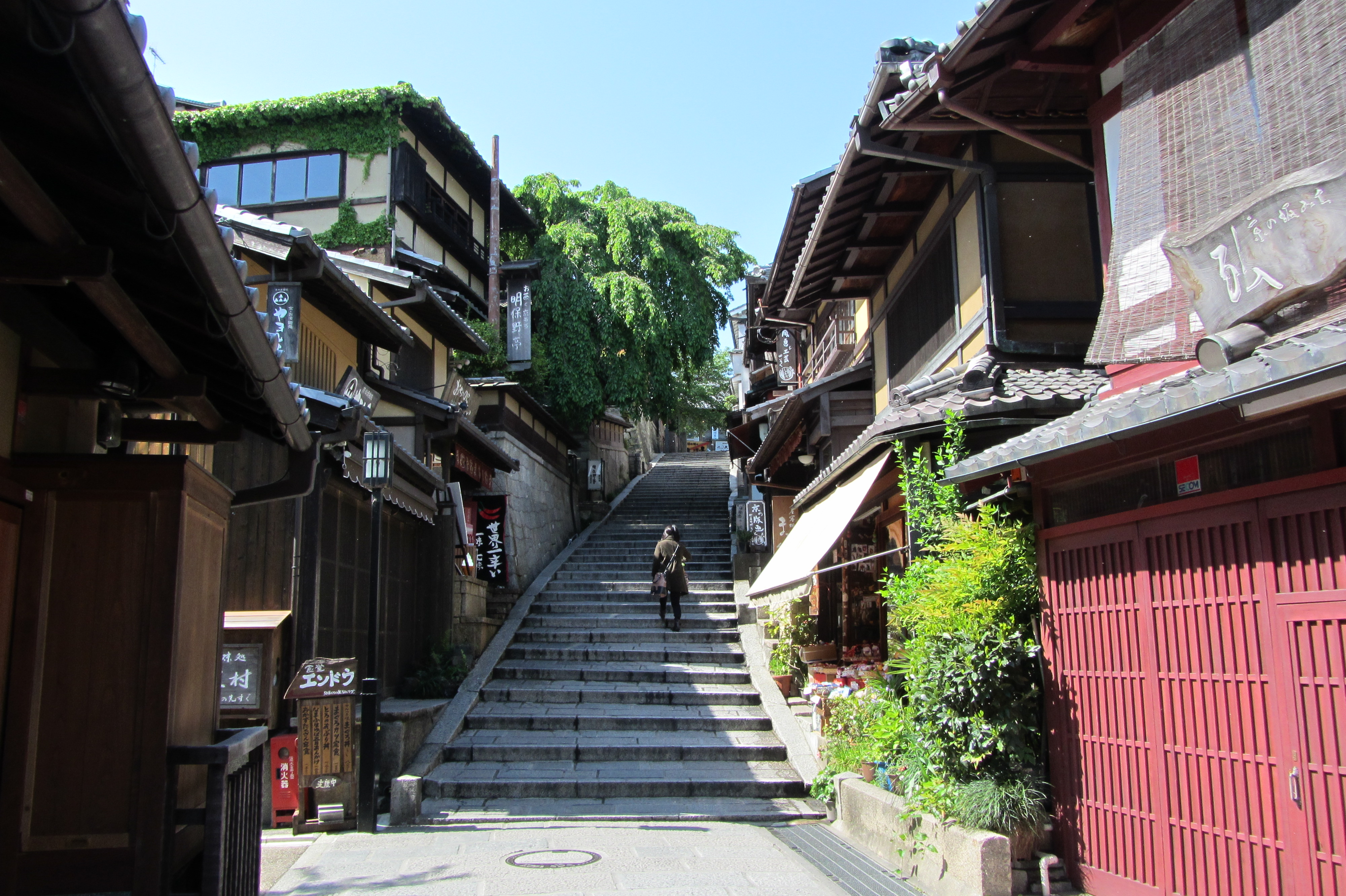
産寧坂（下から）
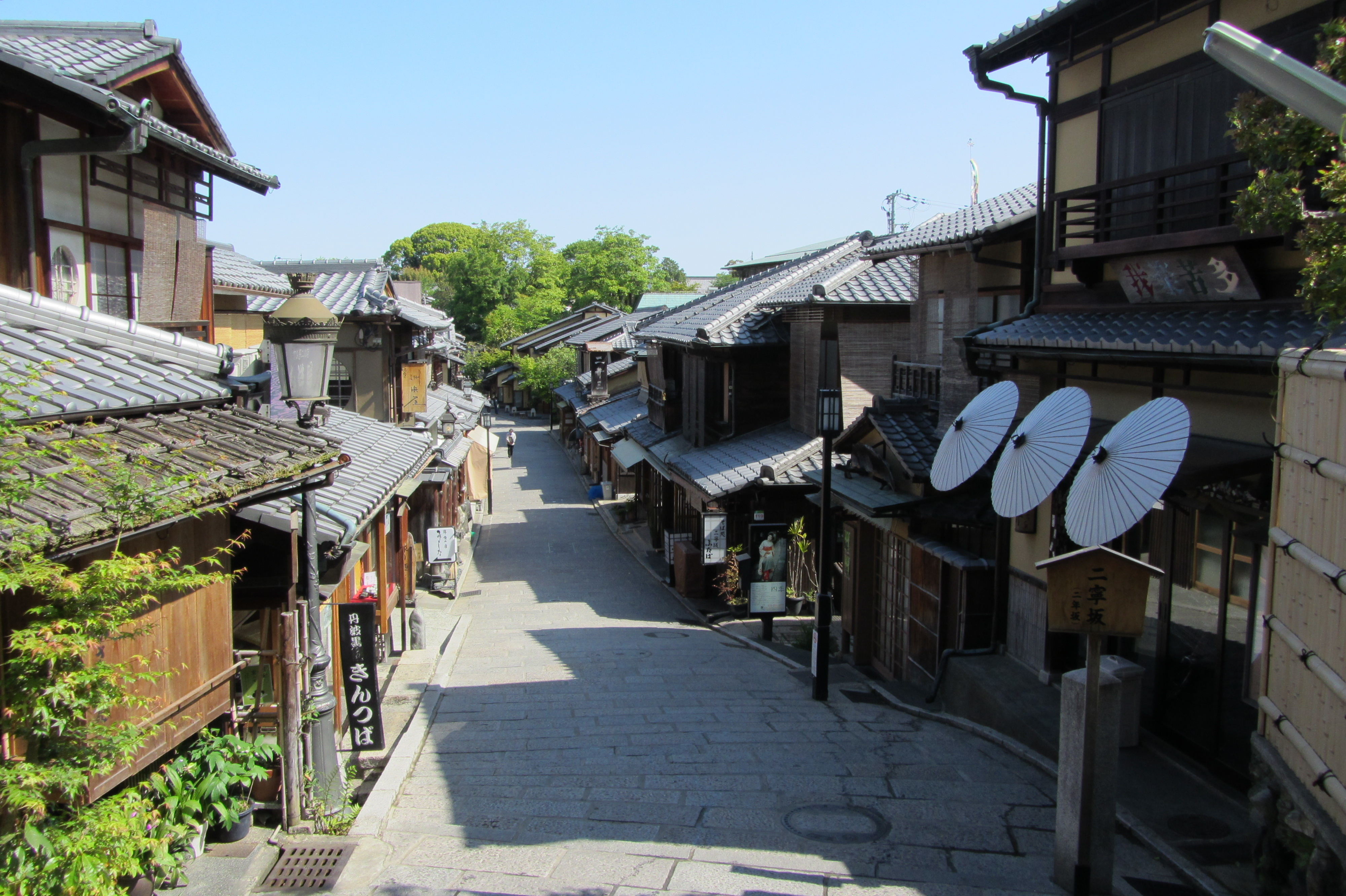
二年坂
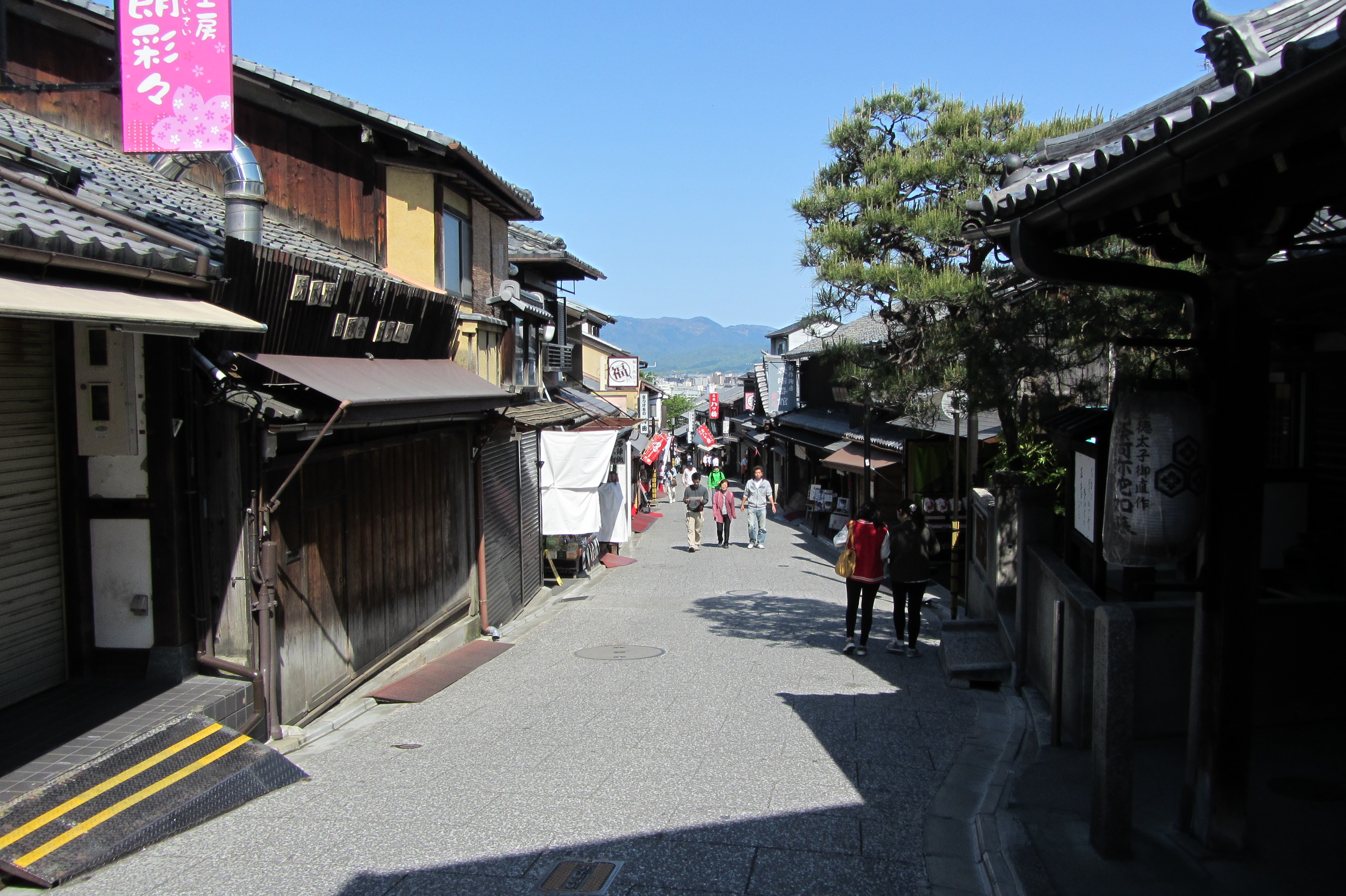
清水坂
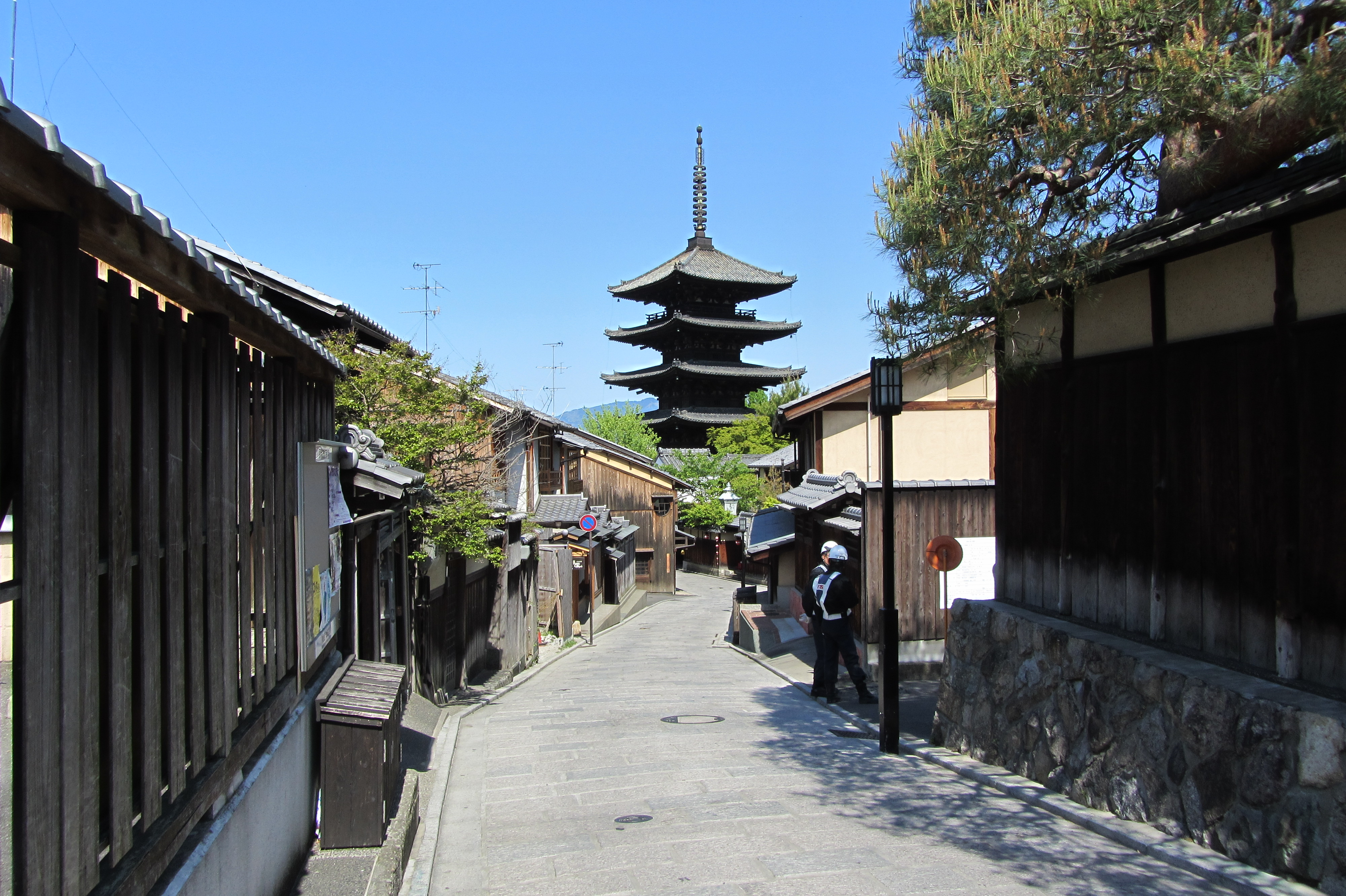
八坂の塔近く

## 参考資料
1. ↑  「新選定の文化財」『月刊文化財』393号、第一法規、1996